# Консервативная партия Канады (1867–1942)
Консервати́вная па́ртия Кана́ды (англ. Conservative Party of Canada, фр. Parti conservateur du Canada) — политическая партия Канады, наиболее известная под таким названием с 1867 по 1942 год. Официально в этот период существовала под несколькими разными названиями.
Основана в 1867 году как Либерально-консервативная партия. В 1873 году переименована в Консервативную партию. В ходе кризиса призыва 1917 года преобразована в Юнионистскую партию, в которую, кроме консерваторов, вошла и часть либералов, которая поддержала введение призыва в условиях Первой мировой войны. В 1920 году переименована в Национальную либеральную и консервативную партию (англ. National Liberal and Conservative Party); тогда же коалиция консерваторов и либералов фактически распалась, и в партии остались в основном лица, бывшие консерваторами до 1917 года. В 1922 году вновь переименована в Либерально-консервативную партию, в 1938 году —  в Национальную консервативную партию (англ. National Conservative Party). В выборах 1940 года участвовала под именем Национальное правительство (англ. National government) — в такое правительство, призванное сплотить нацию в условиях Второй мировой войны, консерваторы хотели включить представителей всех основных политических сил страны, однако эти выборы они проиграли и этот проект не был реализован. В 1942 году в партии начался глубокий кризис, в результате которого она была преобразована в Прогрессивно-консервативную партию Канады.
Всё время существования партии её члены были известны под именем тори — по аналогии с членами Консервативной партии Великобритании.

## История

### Предыстория и основание партии (1854—1867). Первое премьерство Джона Макдональда (1867—1873)
Истоки Консервативной партии Канады восходят к 1854 году, когда в провинции Канада было образовано коалиционное правительство из представителей Синей партии Жоржа Этьенна Картье, онтарийских либералов, а также консерваторов во главе с сэром Джоном Александером Макдональдом.
В 1867 году, после образования Канадской конфедерации, на базе этих течений была создана единая Либерально-консервативная партия, лидером которой стал Макдональд, одновременно ставший и первым премьер-министром Канады. В своих рядах партия объединила всех сторонников консерватизма и лоялизма — в частности её поддерживали оранжисты и квебекские католические круги. Правительство Макдональда управляло Канадой до 1873 года, когда лидер консерваторов был вынужден подать в отставку с поста премьер-министра из-за скандала, связанного со строительством Канадской Тихоокеанской железной дороги. После этого новым премьером стал либерал Александр Маккензи, Макдональд же стал лидером официальной оппозиции. В том же году Либерально-консервативная партия сменила своё название на Консервативную (хотя на выборах ряд кандидатов от консерваторов продолжал выступать под именем кандидатов от Либерально-консервативной партии).

### Второе премьерство Джона Макдональда (1878—1891)
В 1878 году консерваторы во главе с Макдональдом вновь вернулись к власти. В свой второй срок на посту премьер-министра Макдональд проводил политику протекционизма (его курс известен в Канаде как Национальная политика) — в противовес политике фритредерства и принципа взаимности в отношениях с США, которую проводили либералы. Также при Макдональде шло активное освоение земель Канадского Запада. Вообще принципиальные разногласия между консерваторами и либералами в этот период (и позднее, в XX веке) заключались в вопросах экономической политики (консерваторы выступали за протекционизм, либералы — за фритредерство) и в вопросе о политической ориентации Канады (консерваторы были сторонниками укрепления связей с Британской империей, либералы — за развитие связей с США, континентализм).

### Партия в конце XIX — начале XX века
После смерти Макдональда в 1891 году партия ещё 5 лет находилась у власти — в это время канадское правительство возглавляли Джон Эбботт (1891—1892), Дэвид Томпсон (1892—1894) и Макензи Боуэлл (1894—1896) и Чарльз Таппер (1896). Макдональд был харизматическим лидером, умевшим сплотить партию, и в его отсутствие начали всё более явно проявляться конфликты между англоканадскими и франкоканадскими консерваторами. К этому времени отношения между англоканадцами и франкоканадцами значительно обострились, в частности, из-за политики ассимиляции франкоязычных, проводимой руководством страны (и Консервативной партии как правящей в Канаде). Из-за этого после 1890-х годов влияние Консервативной партии во франкоязычном Квебеке, ставшим надёжным оплотом Либеральной партии, значительно упало. Консерваторам удалось отчасти вернуть себе популярность в этой провинции лишь в 1980-е годы.
На выборах 1896 года победу одержала Либеральная партия во главе с Уилфридом Лорье. После этого консерваторы вновь ушли в оппозицию. Лидером официальной оппозиции стал Чарльз Таппер (1896—1901), затем его сменил Роберт Борден (1901—1911).

### Первое премьерство Роберта Бордена (1911—1917)
В 1911 году правительство Лорье попыталось провести через парламент Закон о военном-морской службе, который предусматривал создание канадского военно-морского флота (в это время собственного ВМФ у Канады не было, её морская оборона осуществлялась ВМФ Великобритании). Этот законопроект вызвал значительный резонанс в канадском обществе; консерваторы, бывшие основными его критиками, указывали, что Канада не нуждается в собственном флоте — это повлечёт за собой ненужные расходы, учитывая, что британский ВМФ и так справляется с обороной побережья Канады. Другим камнем преткновения между либералами и консерваторами был вопрос о свободной торговле с США и о том, на какую страну Канаде стоит ориентироваться — на США или на Великобританию. Роберт Борден выступал с позиций, аналогичных позициям Макдональда в прошлом: Канада должна сохранить тесные связи с метрополией, сближение же с США может пойти ей во вред. На выборах 1911 года консерваторы во главе с Борденом одержали победу. После их прихода к власти законопроект о флоте был пересмотрен в пользу значительного сокращения расходов на строительство военных кораблей, а договор о взаимности в торговле с США так и не был подписан.
В 1914 году правительство Бордена объявило о вступлении Канады в Первую мировую войну. В Европу был отправлен Канадский экспедиционный корпус в составе четырёх дивизий. На протяжении всей войны правительство консерваторов подчёркивало, что Канада является партнёром Великобритании и что участие в войне — её долг перед метрополией. Эта точка зрения находила поддержку у англоканадцев, однако вызывало отторжение франкоканадцев, не желавших воевать за чуждые им британские интересы. Ситуация достигла критической точки в 1917 году, когда правительство Бордена ввело призыв в армию (до этого канадская армия комплектовалась добровольцами, однако из-за огромных потерь на фронтах Первой мировой добровольцев не хватало).

### Второе премьерство Роберта Бордена. Кризис призыва и создание Юнионистской партии (1917—1920)
Попытка Бордена ввести в стране призыв обернулась кризисом, затронувшем провинцию Квебек. В этих условиях, осознавая непопулярность своего решения, Борден предпринял попытку создать коалиционное правительство с либералами. Но Лорье отверг его предложение, так как боялся, что его согласие на коалицию может увеличить популярность квебекских националистов во главе с Анри Бурасса. В итоге в коалицию с консерваторами вошла лишь часть либералов. На основе этой коалиции была создана Юнионистская партия, которая выиграла выборы 1917 года и сформировала новое правительство. Его возглавил Борден, в него вошли как консерваторы, так и перебежчики из Либеральной партии (либеральные юнионисты). Юнионисты одержали впечатляющую победу во всех провинциях, кроме Квебека, где наоборот, потерпели сокрушительное поражение (завоевав лишь 3 из 62 мест от провинции в Палате общин).
При втором правительстве Бордена завершилась Первая мировая война, что повлекло за собой вывод канадских войск из Европы. В 1919 году по инициативе Бордена и ряда других лидеров юнионистов (в основном бывших консерваторов) Канада приняла участие в интервенции в Россию.

### Партия в 1920-х годах
К моменту отставки Бордена партия переживала не лучшие времена. Кризис призыва 1917 года полностью лишил её поддержки в Квебеке, одной из самых населённых провинций страны. К 1920 году практически развалилась Юнионистская партия: большинство либеральных юнионистов вернулось в Либеральную партию, возглавленную новым харизматичным лидером Уильямом Лайоном Маккензи Кингом. Многие бывшие либералы перешли также в Прогрессивную партию Канады, созданную бывшим министром сельского хозяйства во втором кабинете Бордена Томасом Крераром. В западных, сельскохозяйственных провинциях Канады Прогрессивная партия быстро набирала популярность, оттесняя консерваторов на второй план.
В этих условиях новый лидер партии Артур Мейен попытался сплотить юнионистов. Он провёл реформу партии, преобразовав её из коалиции консерваторов и либералов в единую политическую структуру: до этого Юнионистская партия официально было лишь названием, под которым юнионисты выступали на выборах, оставаясь членами соответственно Консервативной и Либеральной партий. Однако усилия Мейена не увенчались успехом. Большинство либералов покинуло партию; в рядах консерваторов остались лишь немногие либералы, в частности Хью Гатри и Роберт Манион, будущие лидеры Консервативной партии. Была оппозиция действиям Мейена и среди собственно консерваторов: так, консервативный депутат Джон Хэмпден Бёрнем покинул партию и подал в отставку из парламента в знак протеста против политики партийного лидера.
На выборах 1921 года Национальная либеральная и консервативная партия потерпела сокрушительное поражение, заняв третье место после либералов и прогрессистов. Впервые в своей истории она лишилась статуса официальной оппозиции. В марте 1922 года партии было возвращено историческое название — Либерально-консервативная партия.
В 1925 году в Канаде произошёл политический кризис, известный как дело Кинга — Бинга. На выборах 1925 года консерваторам удалось получить большинство мест в Палате общин, однако либеральный премьер-министр Маккензи Кинг сумел удержаться у власти, создав правительство меньшинства, поддерживаемое прогрессистами. В сентябре 1925 года Кинг потребовал у генерал-губернатора Джулиана Бинга распустить парламент (чтобы на новых выборах попытаться получить большинство), но Бинг отказал ему, после чего Кинг подал в отставку. Тогда Бинг поручил лидеру консерваторов Мейену сформировать правительство. Второе правительство Мейена продержалось лишь три месяца, до новых выборов, по итогам которых к власти вновь вернулись либералы Кинга. По мнению канадского историка Нельсона Вайсмана, победе либералов (и, соответственно, поражению консерваторов) на выборах 1926 года способствовало то, что первые выступали с позиций канадского национализма, а вторые — с позиций британского империализма. Особое недовольство канадцев вызвал факт того, что генерал-губернатор действовал без совета правительства (беспрецедентный для канадской политической системы случай), а также то, что Бинг был британцем. При таких настроениях в обществе, считает Вайсман, партия, выступающая за укрепление британо-канадских связей не могла рассчитывать на успех.
После выборов 1926 года Мейен подал в отставку с поста лидера партии. Временным лидером стал бывший либерал Хью Гатри. На прошедшем в 1927 году партийном конвенте новым лидером консерваторов был избран Ричард Бэдфорд Беннетт, получивший 50,2% голосов делегатов против 20,6% у Хью Гатри. И Гатри, и Беннетт одновременно являлись лидерами официальной оппозиции, так как консерваторы были второй по численности, после либералов, партией в Палате общин.

### Правительство Ричарда Беннетта. Великая депрессия и борьба с ней (1930—1935)
На выборах 1930 года Консервативная партия вновь пришла к власти. Победу над либералами консерваторам принесло обещание покончить с экономическим кризисом — Канада, как и соседние США, сильно пострадала от Великой депрессии. Первоначально Беннетт пытался бороться с кризисом традиционными для канадских консерватором мерами — введением протекционистских тарифов и сокращением торговли с США, с переориентацией на Великобританию. Однако эти меры не возымели действия: в стране росла безработицы, доходы населения падали. Владельцы автомобилей, которые не могли позволить себе купить бензин и были вынуждены запрягать в свои машины лошадей, чтобы иметь хоть какое-то средство передвижения, окрестили эти импровизированные транспортные средства Bennett buggies. Политика Беннетта привела к тому, что в Канаде, особенно в западной её части, начали набирать популярность социалистические партии и движения — такие как Федерация кооперативного содружества (будущая Новая демократическая партия) и Движение социального кредита. Последнему удалось в 1935 году даже выиграть выборы в Законодательное собрание Альберты и сформировать правительство провинции. Нарастал раскол и в рядах самих консерваторов. В 1935 году Генри Герберт Стивенс, министр торговли в правительстве Беннетта, подал в отставку, вышел из партии и создал собственную Партию реконструкции Канады. Это произошло после того, как Беннетт отказался одобрить разработанный Стивенсом план радикальных экономических реформ. В 1938 году Партия реконструкции прекратила существование, а Стивенс вернулся к консерваторам.
Как и в США при Рузвельте, в Канаде при Беннетте были созданы трудовые лагеря для безработных, однако их создание лишь усугубило напряжённость в обществе. В 1935 году группа безработных из трудовых лагерей в Западной Канаде совершила поход на Оттаву, где они встретились с двумя министрами правительства Беннетта. В то же самое время в Реджайне произошли столкновения безработных с Королевской канадской конной полицией, жестоко подавленные последней (два человека погибли, десятки получили ранения). Эти события привели к резкому падению рейтинга Консервативной партии. 
В этих условиях канадский премьер был вынужден пойти на ряд радикальных экономических реформ, названных Новым курсом Беннетта (англ. Bennett's New Deal); название и содержание этой инициативы были вдохновлены Новым курсом Рузвельта. Новый курс предусматривал введение прогрессивного налогообложения, установление минимальной заработной платы, ограничение количества рабочих часов в неделю, создание системы страхования по безработице, медицинского страхования, реформу пенсионной системы, а также субсидии для фермеров. Однако эти меры были слишком запоздалы: на выборах, прошедших в октябре 1935 года, консерваторы выступили неудачно, получив всего 40 мест в Палате общин из 173. К власти вернулся Маккензи Кинг. Наиболее сокрушительное поражение консерваторы потерпели в западных провинциях, где партия заняла не второе, как по всей стране, а третье или даже четвёртое (в зависимости от провинции) место. Это было связано как с невыполнением предвыборных обещаний 1930 года об экономических реформах и борьбе с кризисом, так и с игнорированием правительством Беннетта потребностей фермеров: в частности, Беннетт не прилагал усилий для борьбы с таким явлением, как Пыльный котёл. Позиции Консервативной партии на Западе Канады оказались подорваны на следующие двадцать лет.

### Партия в конце 1930-х — начале 1940-х годов. Национальное правительство
Беннетт сохранял пост лидера партии и лидера официальной оппозиции до 1938 года, когда на прошедшем в этом году партийном конвенте был избран его преемник — Роберт Джеймс Манион, получивший голоса 53 % делегатов. На этом же конвенте название партии было изменено с Либерально-консервативной на Национально-консервативную.
На выборы 1940 года партия шла под лозунгом создания Национального правительства, призванного объединить все политические силы страны в условиях Второй мировой войны. Однако эта идея, вдохновлённая опытом Юнионистской партии в 1917—1920 годах, нашла гораздо меньшую поддержку: либералы и члены других партий отказались войти в Национальное правительство. На выборах консерваторы вновь потерпели поражение, а Манион, проигравший выборы в своём избирательном округе, ушёл в отставку с поста лидера партии.

## Последние годы. Преобразование в Прогрессивно-консервативную партию Канады (1940—1942)
После отставки Маниона временным лидером партии стал Ричард Хэнсон. В 1941 году лидером вновь стал Артур Мейен: в отличие от прошлых лидеров, он был избран не на партийном конвенте, а на собрании нескольких сотен делегатов от местных организаций партии (попытка созвать конвент для выборов лидера оказалась неудачной), причём его кандидатура была единственной. Мейен, в то время член Сената Канады, подал в отставку из Сената и попытался избраться в Палату общин, но потерпел поражение. В 1942 году он ушёл в отставку с поста лидера. После этого руководство Консервативной партии пригласило возглавить её Джона Брэкена, премьер-министра Манитобы и лидера Прогрессивной партии Манитобы. Брэкен согласился при условии, что партия будет переименована в Прогрессивно-консервативную.
На этом история старой Консервативной партии Канады завершается. Её преемницей стала Прогрессивно-консервативная партия Канады, существовавшая с 1942 по 2003 годы. В 2003 году она объединилась с партией Канадский союз, воссоздав Консервативную партию Канады.

## Лидеры Консервативной партии Канады (1867-1942)
| Имя | Имя                             | Начало полномочий    | Окончание полномочий  | Провинция и избирательный округ (для членов Палаты общин) Провинция и сенатский округ (для сенаторов)             | Примечания |
| --- | ------------------------------- | -------------------- | --------------------- | --- | --- |
|     | Джон Макдональд                 | 1 июля 1867 года     | 6 июня 1891 года      | Кингстон, Онтарио (1867—1878, 1887—1891); Виктория, Британская Колумбия (1878—1882); Карлтон, Онтарио (1882—1888) | Премьер-министр (1867—1873) Лидер оппозиции (1873—1878) Премьер-министр (1878—1891) Умер в должности |
|     | Джон Эббот                      | 16 июня 1891 года    | 24 ноября 1892 года   | Сенатор от округа Инкерман, Квебек                                                                                | Премьер-министр (1891—1892) |
|     | Джон Томпсон                    | 5 декабря 1892 года  | 12 декабря 1894 года  | Антигониш, Новая Шотландия                                                                                        | Премьер-министр (1892—1894) |
|     | Макензи Боуэлл                  | 21 декабря 1894 года | 27 апреля 1896 года   | Сенатор от округа Гастингс, Онтарио                                                                               | Премьер-министр (1894—1896) |
|     | Чарльз Таппер                   | 1 мая 1896 года      | 6 февраля 1901 года   | Кейп-Бретон, Новая Шотландия                                                                                      | Премьер-министр (1896) Лидер оппозиции (1896—1901) |
|     | Роберт Борден                   | 6 февраля 1901 года  | 10 июля 1920 года     | Галифакс, Новая Шотландия (1900—1904, 1908—1917); Карлтон, Онтарио (1905—1908); Кингс (1917—1921)                 | Лидер оппозиции (1901—1911) Премьер-министр (1911—1920) |
|     | Артур Мейен                     | 10 июля 1920 года    | 24 сентября 1926 года | Портаж-ля-Прери, Манитоба (1908—1921, 1925—1926); Гренвилл, Онтарио (1922—1925)                                   | Премьер-министр (1920—1921) Лидер оппозиции (1925—1926) Премьер-министр (1926) |
|     | Хью Гатри, (временный лидер)    | 11 октября 1926 года | 12 октября 1927 года  | Веллингтон Юг, Онтарио                                                                                            | Лидер оппозиции (1926—1927) |
|     | Р. Б. Беннетт                   | 12 октября 1927 года | 7 июля 1938 года      | Калгари Запад, Альберта                                                                                           | Лидер оппозиции (1927—1930); Премьер-министр (1930—1935) Лидер оппозиции (1935—1938) |
|     | Роберт Манион                   | 7 июля 1938 года     | 14 мая 1940 года      | Лондон, Онтарио                                                                                                   | Лидер оппозиции (1938—1940) Ушёл в отставку после того, как потерял место в Палате общин на выборах 1940 года |
|     | Ричард Хэнсон (временный лидер) | 14 мая 1940 года     | 12 ноября 1941 года   | Йорк—Санбери, Нью-Брансуик                                                                                        | Лидер оппозиции (1940—1943) Сохранил место лидера оппозиции и после избрания лидером партии Артура Мейена, так как последний не был в тот момент ни сенатором (ушёл в отставку из Сената), ни депутатом (не смог избраться на выборах). |
|     | Артур Мейен                     | 12 ноября 1941 года  | 9 декабря 1942 года   | Сенатор от округа Сент-Мэрис, Онтарио (подал в отставку для избрания в Палату общин)                              | Ушел в отставку после поражения на выборах в Палату общин в округе Йорк Юг |

## Лидеры Консервативной партии в Сенате
| Название                | Начало полномочий    | Окончание полномочий | Должность | Примечания |
| ----------------------- | -------------------- | -------------------- | --- | --- |
| Александр Кэмпбелл      | 1 июля 1867 года     | 26 января 1887 года  | Лидер правительства в Сенате (1867—1873) Лидер оппозиции в Сенате (1873—1878) Лидер правительства в Сенате (1878—1887) | |
| Джон Эббот              | 12 мая 1887 года     | 30 октября 1893 года | Лидер правительства в Сенате                                                                                           | Также премьер-министр в 1891—1892 годах |
| Макензи Боуэлл          | 31 октября 1893 года | 1 марта 1906 года    | Лидер правительства в Сенате (1893—1896) Лидер оппозиции в Сенате (1896—1906)                                          | Также премьер-министр в 1894—1896 годах |
| Джеймс Александр Локхид | 1 апреля 1906 года   | 2 ноября 1925 года   | Лидер оппозиции в Сенате (1906—1911) Лидер правительства в Сенате (1911—1921) Лидер оппозиции в Сенате (1921—1925)     | |
| Уильям Бенджамин Росс   | 1 января 1926 года   | 10 января 1929 года  | Лидер оппозиции в Сенате (1926) Лидер правительства в Сенате (1926) Лидер оппозиции в Сенате (1926—1929)               | |
| Уэллингтон Уиллоуби     | 11 января 1929 года  | 3 февраля 1932 года  | Лидер оппозиции в Сенате (1929—1930) Лидер правительства в Сенате (1930—1932)                                          | |
| Артур Мейен             | 3 февраля 1932 года  | 16 января 1942 года  | Лидер правительства в Сенате (1932—1935) Лидер оппозиции в Сенате (1935—1942)                                          | Бывший премьер-министр (1920—1921, 1926). Лидер Консервативной партии (1920—1926, 1941—1942) |
| Чарльз Баллантайн       | 16 января 1942 года  | 10 декабря 1942 года | Лидер оппозиции в Сенате                                                                                               | Стал лидером Консервативной партии в Сенате после того, как Мейен ушёл из Сената, чтобы баллотироваться в Палату общин. После того, как в 1942 году Консервативная партия была преобразована в Прогрессивно-консервативную, сохранил пост её лидера в Сенате |

## Результаты выборов (1867—1940)
| Выборы | Лидер                  | Названия партии | Кандидатов выдвинуто | Мест получено | Разница с прошлыми выборами | Место | Всего голосов | % голосов | Итог выборов                                                   |
| ------ | ---------------------- | --- | -------------------- | ------------- | --------------------------- | ----- | ------------- | --------- | -------------------------------------------------------------- |
| 1867   | Джон Макдональд        | Консервативная партия, Либерально-консервативная партия                                                                                    | 112                  | 100 из 180    | ▲100                        | ▲1-е  | 92,656        | 34.53%    | Правительство                                                  |
| 1872   | Джон Макдональд        | Консервативная партия, Либерально-консервативная партия, один кандидат выступал как «консервативный лейборист» (англ. Conservative Labour) | 140                  | 100 из 200    | ▬                           | ▬ 1-е | 123,100       | 38.66%    | Правительство                                                  |
| 1874   | Джон Макдональд        | Консервативная партия, Либерально-консервативная партия, один кандидат выступал как «консервативный лейборист» (англ. Conservative Labour) | 104                  | 65 из 206     | ▼ 35                        | ▼ 2-е | 99,440        | 30.58%    | Официальная оппозиция                                          |
| 1878   | Джон Макдональд        | Консервативная партия, Либерально-консервативная партия                                                                                    | 161                  | 129 из 206    | ▲ 64                        | ▲ 1-е | 229,191       | 42.06%    | Правительство                                                  |
| 1882   | Джон Макдональд        | Консервативная партия, Либерально-консервативная партия                                                                                    | 168                  | 136 из 215    | ▲ 7                         | ▬ 1-е | 208,544       | 40.39%    | Правительство                                                  |
| 1887   | Джон Макдональд        | Консервативная партия, Либерально-консервативная партия                                                                                    | 203                  | 111 из 215    | ▼ 25                        | ▬ 1-е | 343,805       | 47.41%    | Правительство                                                  |
| 1891   | Джон Макдональд        | Консервативная партия, Либерально-консервативная партия                                                                                    | 212                  | 117 из 215    | ▲ 6                         | ▬ 1-е | 376,518       | 48.58%    | Правительство                                                  |
| 1896   | Чарльз Таппер          | Консервативная партия, Либерально-консервативная партия                                                                                    | 207                  | 98 из 213     | ▼ 19                        | ▼ 2-е | 467,415       | 48.17%    | Официальная оппозиция                                          |
| 1900   | Чарльз Таппер          | Консервативная партия, Либерально-консервативная партия                                                                                    | 204                  | 79 из 213     | ▼ 9                         | ▬ 2-е | 438,330       | 46.1%     | Официальная оппозиция                                          |
| 1904   | Роберт Борден          | Консервативная партия, Либерально-консервативная партия                                                                                    | 205                  | 75 из 214     | ▼ 4                         | ▬ 2-е | 470,430       | 45.94%    | Официальная оппозиция                                          |
| 1908   | Роберт Борден          | Консервативная партия, Либерально-консервативная партия                                                                                    | 211                  | 85 из 221     | ▲ 10                        | ▬ 2-е | 539,374       | 46.21%    | Официальная оппозиция                                          |
| 1911   | Роберт Борден          | Консервативная партия, Либерально-консервативная партия, Националистическая консервативная партия                                          | 212                  | 132 из 221    | ▲ 48                        | ▲ 1-е | 636,938       | 48.90%    | Правительство                                                  |
| 1917   | Роберт Борден          | Юнионистская партия | 211                  | 152 из 235    | ▲ 20                        | ▬ 1-е | 1,070,694     | 56.93%    | Правительство                                                  |
| 1921   | Артур Мейен            | Национальная либеральная и консервативная партия                                                                                           | 204                  | 49 из 235     | ▼ 103                       | ▼ 3-е | 935,651       | 29.95%    | Оппозиция (неофициальная)                                      |
| 1925   | Артур Мейен            | Консервативная партия | 232                  | 114 из 245    | ▲ 65                        | ▲ 1-е | 1,454,253     | 46.13%    | Официальная оппозиция; в 1926 году — правительство меньшинства |
| 1926   | Артур Мейен            | Консервативная партия | 232                  | 91 из 245     | ▼ 23                        | ▼ 2-е | 1,476,834     | 45.34%    | Официальная оппозиция                                          |
| 1930   | Ричард Бэдфорд Беннетт | Консервативная партия | 229                  | 135 из 245    | ▲ 44                        | ▲ 1-е | 1,836,115     | 47.79%    | Правительство                                                  |
| 1935   | Ричард Бэдфорд Беннетт | Консервативная партия | 228                  | 39 из 245     | ▼ 94                        | ▼ 2-е | 1,290,671     | 29.84%    | Официальная оппозиция                                          |
| 1940   | Роберт Джеймс Манион   | Национальное правительство | 207                  | 39 из 245     | ▬                           | ▬ 2-е | 1,402,059     | 30.41%    | Официальная оппозиция                                          |